# 공산주의와 성소수자
공산주의와 성소수자 권리의 관계는 일관되게 정해진 것이 없으며, 19세기부터 현재에 이르기까지 공산주의를 표방하는 개인, 정당, 국가의 성소수자에 대한 태도는 다양했다.
일부 사회주의 정당들은 성소수자 권리를 지지한 최초의 정당들이었으나, 소련을 비롯한 동구권 공산국가들에서 성소수자, 특히 남성 동성애자는 탄압을 받았다. 동구권 붕괴 이후에도 그리스 공산당, 러시아 연방공산당, 그레이트브리튼 공산당 (마르크스-레닌주의) 등은 동성결혼, 성전환 등 성소수자 권리에 대한 반대 입장을 표방하고 있다. 그 밖에 성적 지향에 관한 성소수자는 인정하지만 성정체성에 관해서는 인정하지 않는 경우(젠더론 반대운동) 등이 있다.
본 항에서는 마르크스주의 계열 공산주의와 성소수자의 관계에 대해서만 다룬다. 공상적 사회주의, 아나키즘을 포함한 사회주의 전반에 대해서는 사회주의와 성소수자 항을 참고.

## 역사
카를 마르크스와 프리드리히 엥겔스는 이 문제에 관해서 거의 남긴 말이 없다. 마르크스는 성소수자 뿐 아니라 섹슈얼리티 문제 전반에 관해서 많은 이야기를 하지 않았다. 그러나 두 사람이 1869년에 장 밥티스타 폰 슈바이처에 대하여 교환한 서신의 내용을 보면 개인적으로는 동성애를 혐오스러운 것으로 인식했던 것으로 보인다. 마르크스와 노선 경쟁을 하던 사회주의자 슈바이처는 동성애 혐의로 체포되었는데, 마르크스와 엥겔스는 슈바이처를 변호하기 위한 위원단에 합류하기를 거부했을 뿐 아니라, “가장 저렴한 형태의 화장실 유머”로 슈바이처를 조롱했다. 1868년 이후 슈바이처와의 대립이 해소되면서 마르크스와 엥겔스의 슈바이처와의 관계는 다소 우호적으로 되었다.
제2인터내셔널 시절 독일에서의 동성애에 대한 사회주의자들의 입장은 다소 우호적이었다. 독일사회민주당의 공동창립자 아우구스트 베벨은 공개석상에서 동성애에 우호적인 견해를 밝힌 최초의 정치인이었다. 베벨은 개인적으로 동성 성교를 “자연에 반하는” 것이라고 생각하기는 했지만, 마그누스 히르슈펠트가 독일 형법 175조를 폐지하기 위해 주도한 탄원서에 연명해 주었다. 1898년 독일 제국의회에 제출된 법안은 베벨이 이끄는 사회민주당 의원 소수의 지지만 받았다. 이 청원에 서명한 다른 사람들 중에는 당의 이론적 지도자 카를 카우츠키도 있었다. 1895년, 에두아르트 베른슈타인은 사회민주당의 이론지인 『노이에 차이트』에 당시 동성애 혐의로 기소된 영국 작가 오스카 와일드를 변호하는 논문을 기고했다. 베른슈타인은 동성애를 “부자연스러운” 것으로 규정하는 것은 부적절하고, 다만 “비규범적인 것”이라고 보아야 한다고 주장했다. 바이마르 공화국 시대에 독일사회민주당과 독일공산당은 여러 문제에서 대립했지만 상호 동의 하의 성인간의 동성 성교를 합법화하는 데 있어서는 의견을 같이했다.
한편, 러시아에서의 성소수자에 관한 공산주의자들의 입장은 다소 복합적이었다. 1917년 러시아 혁명 이후 소련 공산당은 1917년 이전의 모든 법률을 폐지했고, 이에 따라 동성애를 범죄화하는 기존 형법도 함께 폐지되었다. 이후 1920년대에 소련 형법은 상호 동의 하의 성인 간의 동성 성교를 범죄로 포함시키지 않았다. 1923년 그리고리 바트키스는 4쪽 분량의 소책자에서 소련의 법률은 동성애를 정상적인 인간의 성행위의 일부로 간주하며, 성에 관한 모든 문제는 사적인 것으로 간주해 범죄화하지 않는다고 썼다. 그러나 러시아와 우크라이나를 제외한 다른 소련 공화국, 특히 중앙아시아의 무슬림 다수 지역에서는 여전히 동성애가 범죄로 남아 있었으며, 소련의 동성애자에 관한 정책은 종종 일관성이 없었다. 1920년대 소련의 동성애 정책은 동성애자에 대한 사회적 관용과 동성애를 정신병으로 분류하려는 국가적 시도 사이에서 진동했다. 결국 1933년 소련 형법 제121조가 추가되어 남성 동성애를 최대 징역 5년에 처하도록 하였다. 이 제121조가 제정된 정확한 이유는 아직도 역사학자들 사이에서 논쟁 중인데, 한 가지 설명은 동성애가 귀족들이나 파시스트들 사이에서 유행하는 것이라는 믿음과 관련되어 있다는 것이다. 이 법은 소련이 망할 때까지 그대로 유지되었다.
독일 등 서방권에서도 파시즘이 부상함에 따라 동성애를 파시즘과 결부지어 부정적으로 인식하는 사례가 늘어났고, 동성애는 자본주의에 의해 발생한 고통, 폐해이며 자본주의가 극복되면 함께 사라질 것이라는 견해가 대두했다. 에른스트 룀 같은 파시스트 지도자들이 실제로 동성애자였기에 반파시즘 운동의 일환으로서 이런 마타도어가 이루어졌다. 한편, 반공주의자들 역시 공산주의와 동성애를 결부시켜 공산주의에 부정적 이미지를 덮어씌우려 했다. 나치는 동성애를 “성적 볼셰비즘”이라고 불렀으며, 미국에서도 대중들 사이에서 공산주의와 동성애의 관계에 대한 상상이 만연했다. 매카시즘을 주도한 조지프 매카시는 동성애와 공산주의가 모두 “미국적 삶의 방식”을 위협한다고 보았다. 냉전 전기의 미국에서 동성애는 곧 안보 문제로 간주되었고, 좌익 정당 지지자와 마찬가지로 동성애자도 공무원에서 해직되었다. 이 시기 미국에서 동성애는 질병이자 동시에 공산주의와 같은 외세의 위협으로 인식되었다.

## 현황
1970년대 이후 서방권의 공산주의 정당들 가운데 동성애 권리를 정강에 수용하는 정당들이 늘어났다. 하지만 그리스 공산당, 러시아 연방공산당 등은 반동성애 정책을 유지하고 있다. 그리스 공산당은 시리자의 시민결합 법안에 반대표를 던졌으며, 러시아 연방공산당은 푸틴 정권의 동성애 탄압법을 지지한다.
| 국가       | 정당 | 성적 지향 관련       | 성적 지향 관련    | 성적 지향 관련  | 성적 지향 관련     | 성정체성 관련 | 성정체성 관련        | 성정체성 관련                | 성정체성 관련     |
| 국가       | 정당 | 동성애 비범죄/합법화 | 시민결합/동성결혼 | 동성부부의 입양 | 성적 지향 차별금지 | 성전환 수술   | 성전환자의 성별 정정 | 성별 자기식별 /제3의 성 인정 | 성정체성 차별금지 |
| ---------- | --- | -------------------- | ----------------- | --------------- | ------------------ | ------------- | -------------------- | ---------------------------- | ----------------- |
| 그리스     | 그리스 공산당 | 예                   | 아니오            | 아니오          | 아니오             |               | 아니오               | 아니오                       | 아니오            |
| 그리스     | 2015년 12월 시리자에서 제출한 동성 시민결합 및 입양에 관한 법안에 그리스 공산당은 반대표를 던졌다. 그리스 공산당은 아동은 남성과 여성의 성관계의 산물이며 그러한 아동을 사회적으로 보호하기 위해 결혼을 남녀간의 것으로 규정해야 한다고 밝혔다. 또한 그리스 공산당은 사회주의 사회가 도래하면 새로운 형태의 파트너 관계, 즉 보다 안정적인 이성애 관계와 재생산이 도래하게 될 것이라고 주장했다. 2024년에도 공산당은 동성결혼 및 입양 합법화에 반대표를 던지며 “동성결혼은 부성애와 모성애의 파괴를 의미한다”는 당론을 피력했다. 한편 동시에 공산당은 호모포비아 행동에 대한 처벌을 강화하는 것을 지지한다. 2017년에 15세 이상의 트랜스젠더가 법적 성별을 정정할 수 있도록 하는 법이 통과되었을 때 공산당은 황금새벽당, 중도파 연합과 함께 반대표를 던졌다. |                      |                   |                 |                    |               |                      |                              |                   |
| 러시아     | 러시아 연방공산당 |                      | 아니오            | 아니오          | 아니오             | 아니오        | 아니오               | 아니오                       | 아니오            |
| 러시아     | 러시아 연방공산당은 소련 시절의 반동성애 기조를 계승하고 있다. 2013년 동성애 선전 금지법에 찬성표를 던졌고, 2016년 커밍아웃 금지법에도 찬성표를 던졌다. 2022년에 “가족적 가치를 부정”하고 “비전통적 성적 지향”을 진흥하는 행위 전반을 금지하도록 반동성애법이 확대될 때 공산당 의원들은 “가족은 남성과 여성, 자녀의 결합”이라며 찬성하였다. 2014년에는 성전환수술을 포함한 성형수술을 규제하는 법안을 공산당 측에서 제출했고, 2023년 러시아 성전환 금지법이 통과될 때도 만장일치로 찬성했다. |                      |                   |                 |                    |               |                      |                              |                   |
| 아일랜드   | 이윤보다 인민 | 예                   | 예                | 예              | 예                 | 예            | 예                   | 예                           | 예                |
| 아일랜드   | 아일랜드의 트로츠키주의 정당 이윤보다 인민은 동성애자가 결혼, 헌혈에 있어서 차별을 받아서는 안 된다는 입장이다. 또한 호모포비아 및 트랜스포비아 증오범죄를 단속하는 법 제정을 지지한다. 성소수자 청소년들이 심리상담, 호르몬 치료, 제모, 성전환 수술 등에 지원을 받아야 한다는 입장이다. 또한 트랜스젠더 성별정정의 허용 연령을 16-18세로 하향해야 하고, 제3의 성을 공문서에 추가해야 한다고 주장한다. |                      |                   |                 |                    |               |                      |                              |                   |
| 에스와티니 | 스와질란드 공산당 | 예                   |                   |                 |                    |               |                      |                              |                   |
| 에스와티니 | 스와질란드 공산당은 2022년 6월 성소수자 탄압을 위해 사용된 “식민지 법률”에 종지부를 찍어야 한다고 주장했다. 2023년 4월 성소수자 권리를 지지하는 집회에 참여했다. 이 정당은 에스와티니 국왕에 의해 활동이 금지된 불법정당이다. |                      |                   |                 |                    |               |                      |                              |                   |
| 오스트리아 | 오스트리아 공산당 | 예                   | 예                | 예              | 예                 | 예            | 예                   |                              | 예                |
| 오스트리아 | 오스트리아 공산당은 성소수자의 차별금지를 지지하며, 동반자 관계로 등록된 성소수자들에 대한 가정폭력 대책, 보건의료를 비롯한 복지혜택을 추진한다. 오스트리아 헌법에 성적 지향과 성정체성에 대한 보호 항목을 추가하는 것을 지지하며, 공직과 교육에 있어서 차별받지 않아야 한다고 주장한다. |                      |                   |                 |                    |               |                      |                              |                   |
| 일본       | 일본 공산당 | 예                   | 예                |                 | 예                 | 예            | 예                   |                              | 예                |
| 일본       | 일본공산당은 동성결혼 합법화와 성소수자 차별금지법을 지지한다. |                      |                   |                 |                    |               |                      |                              |                   |
| 일본       | 혁공동 중핵파 | 예                   | 예                | 예              |                    |               |                      | 아니오                       | 아니오            |
| 일본       | 트로츠키주의 단체인 중핵파는 스기나미구 구장 키시모토 사토코가 제안하고 일본공산당 등이 찬성한 성다양성 존중 조례가 여성의 화장실과 탈의실에서의 안전권을 침해한다는 이유로 반대하였다. 중핵파 구의원 호라구치 토모코는 여성의 불안과 공포심은 차별심이나 무지가 아니라 여성차별의 현실에 근거한 것이며, 조례에 대한 불안을 트랜스 차별로 몰아붙이는 것이야말로 여성차별이라는 의견을 피력했다. 한편 시민결합, 동성혼에 대해서는 가부장적 가족제도의 폐지라는 일환에서 찬성한다. |                      |                   |                 |                    |               |                      |                              |                   |
| 프랑스     | 프랑스 공산당 | 예                   | 예                | 예              |                    |               |                      |                              |                   |
| 프랑스     | 프랑스 공산당은 1970년대까지 동성애는 “자본주의적 쓰레기짓”이라는 입장이었다. 1980년대 이후 입장이 바뀌어 동성애 범죄화 시도에 반대하였다. 1998년 프랑스 공산당은 동성 커플을 포함하는 시민결합 법안에 찬성표를 던졌다. 2013년 2월 12일, 프랑스 공산당 의원들은 동성결혼과 동성부부의 입양에 관해 찬성표를 던졌다. 다만 파트리스 카르발류 의원과 같이 반대표를 던진 이탈표도 있었다. |                      |                   |                 |                    |               |                      |                              |                   |
|            | |                      |                   |                 |                    |               |                      |                              |                   |
|            | |                      |                   |                 |                    |               |                      |                              |                   |

## 유명한 성소수자 공산주의자
- 게오르기 치체린(1872년–1936년): 남성 동성애자
- 톰 드리버그 브래드웰 남작(1905년–1976년): 남성 동성애자 - 독소불가침조약 반대하여 영국공산당에서 제명됨. 이후 MI5와 KGB 간의 이중간첩이 되었다는 의혹 있음
- 훌리오 데 멜루 포가사(1907년–1980년): 남성 동성애자
- 베이어드 러스틴(1912년–1987년): 남성 동성애자 - 반공주의자로 전향
- 해리 헤이(1912년–2002년): 남성 동성애자
- 앤절라 데이비스(1944년- ): 여성 동성애자
- 레슬리 파인버그(1949년–2014년): 여성 동성애자
- 토르스테인 다흘레(1947년- ): 남성 동성애자
- 마크 애슈턴(1960년–1987년): 남성 동성애자